# Rioseco de Tapia
Rioseco de Tapia – gmina w Hiszpanii, w prowincji León, w Kastylii i León, o powierzchni 72,19 km². W 2011 roku gmina liczyła 400 mieszkańców.